# Metopoceras
Metopoceras är ett släkte av fjärilar. Metopoceras ingår i familjen nattflyn.

## Dottertaxa tillMetopoceras, i alfabetisk ordning[1]
- Metopoceras agnellus
- Metopoceras albarracina
- Metopoceras albida
- Metopoceras ariefera
- Metopoceras beata
- Metopoceras bubaceki
- Metopoceras calderana
- Metopoceras canroberti
- Metopoceras caspica
- Metopoceras codeti
- Metopoceras delicata
- Metopoceras draudti
- Metopoceras driss
- Metopoceras duseutrei
- Metopoceras eutychina
- Metopoceras eylanti
- Metopoceras felicina
- Metopoceras felix
- Metopoceras gauckleri
- Metopoceras gloriosa
- Metopoceras gypsata
- Metopoceras heliothidia
- Metopoceras ioptera
- Metopoceras khalildja
- Metopoceras kneuckeri
- Metopoceras maritima
- Metopoceras mira
- Metopoceras morosa
- Metopoceras omar
- Metopoceras philbyi
- Metopoceras pilleti
- Metopoceras popovi
- Metopoceras purpurariae
- Metopoceras roseata
- Metopoceras roseifemur
- Metopoceras rubida
- Metopoceras sacra
- Metopoceras sagarraiana
- Metopoceras swinhoei